# Cox (Spanyolország)
Cox község Spanyolországban, Alicante tartományban. Lakosainak száma 7622 fő (2024).

## Fekvése
Cox Albatera, Callosa de Segura, Granja de Rocamora, Orihuela és Redován községekkel határos.

## Népesség
A település lakosságának változását az alábbi diagram mutatja:
| Lakosok száma | 5946 | 6377 | 6464 | 6826 | 7029 | 7188 | 7193 | 7297 | 7427 | 7622 |
|               | 2001 | 2004 | 2006 | 2009 | 2011 | 2014 | 2016 | 2019 | 2021 | 2024 |